# Kristoffer Näfver
Kristoffer Näfver (* 28. März 1986) ist ein schwedischer Fußballspieler. Der Mittelfeldspieler lief kurzzeitig für die schwedische U-21-Auswahl auf.

## Werdegang
Näfver begann mit dem Fußballspielen bei Adolfsbergs IK. 2003 wechselte der Mittelfeldspieler in die Jugendabteilung von Örebro SK. 2004 rückte er in den Profikader auf, kam aber in der Allsvenskan nicht zum Einsatz. Im folgenden Jahr debütierte er für den mittlerweile aus der schwedischen Eliteserie abgestiegenen Klub in der Superettan. In der Spielzeit 2006 konnte er sich in die Stammmannschaft spielen, wobei er jedoch nur vier seiner 27 Saisoneinsätze über die komplette Spieldauer absolvierte. Am Ende der Saison konnte der Wiederaufstieg in die Allsvenskan gefeiert werden. In der anschließenden Erstligaspielzeit gehörte er weiterhin zur Startelf und spielte sich in den Kreis der schwedischen U-21-Auswahl.
Dort debütierte er am 27. März 2007 in der schwedischen U21-Auswahl, als man der maltesischen Juniorennationalmannschaft mit 1:2 unterlag. Er erzielte dabei den schwedischen Treffer.
Im Sommer 2007 verletzte Näfver sich am Kreuzband. Nachdem er wegen seiner Kreuzbandverletzung die Spiele im Herbst 2007 verpasst hatte, kehrte er im Februar 2008 wieder in die U-21-Mannschaft zurück und wurde beim 1:0-Erfolg über die ukrainische Juniorenauswahl in der 71. Spielminute für Emir Bajrami eingewechselt.
Nachdem Näfver wieder zu den Stammkräften bei Örebro SK gehörte, machte er sich bei der Konkurrenz interessant. Im Sommer 2008 wechselte er auf Leihbasis innerhalb der Allsvenskan zum Stockholmer Klub Djurgårdens IF. Da er es nur zu fünf Spielen – viermal als Einwechselspieler – in der restlichen Spielzeit brachte, verzichtete der Klub auf das Einlösen der Kaufoption.
Zunächst wollte Örebro SK sich von Näfver trennen, er blieb jedoch beim Klub. Als Ergänzungsspieler bestritt er bis zum Sommer zwei Ligapartien. Im Juli 2009 unterschrieb er einen bis zum Saisonende gültigen Vertrag beim Zweitligisten Assyriska Föreningen. Mit dem Verein belegte er am Ende der Zweitligaspielzeit 2009 den dritten Rang und verpasste mit ihm erst in der Relegation gegen seinen ehemaligen Klub Djurgårdens IF den Aufstieg in die Allsvenskan.